# Liste des députés européens de Lituanie de la 6e législature
 (février 2024).
Si vous disposez d'ouvrages ou d'articles de référence ou si vous connaissez des sites web de qualité traitant du thème abordé ici, merci de compléter l'article en donnant les références utiles à sa vérifiabilité et en les liant à la section « Notes et références ».
Liste des députés européens lituaniens au Parlement européen élus lors des élections européennes de 2004 en Lituanie pour la législature 2004-2009 :
| Nom                     | Parti                                                | Groupe parlementaire européen |
| ----------------------- | ---------------------------------------------------- | ----------------------------- |
| Laima Andrikienė        | Union de la patrie - Chrétiens-démocrates lituaniens | PPE-DE                        |
| Šarūnas Birutis         | Parti du travail                                     | ADLE                          |
| Danutė Budreikaitė      | Parti du travail                                     | ADLE                          |
| Arūnas Degutis          | Parti du travail                                     | ADLE                          |
| Jolanta Dičkutė         | Parti du travail                                     | ADLE                          |
| Gintaras Didžiokas      | Union populaire agraire lituanienne                  | UEN                           |
| Eugenijus Gentvilas     | Union centriste et libérale                          | ADLE                          |
| Ona Juknevičienė        | Parti du travail                                     | ADLE                          |
| Vytautas Landsbergis    | Union de la patrie - Chrétiens-démocrates lituaniens | PPE-DE                        |
| Justas Vincas Paleckis  | Parti social-démocrate lituanien                     | PSE                           |
| Rolandas Pavilionis     | Ordre et justice                                     | UEN                           |
| Aloyzas Sakalas         | Parti social-démocrate lituanien                     | PSE                           |
| Margarita Starkevičiūtė | Union centriste et libérale                          | ADLE                          |